# 金喬覺

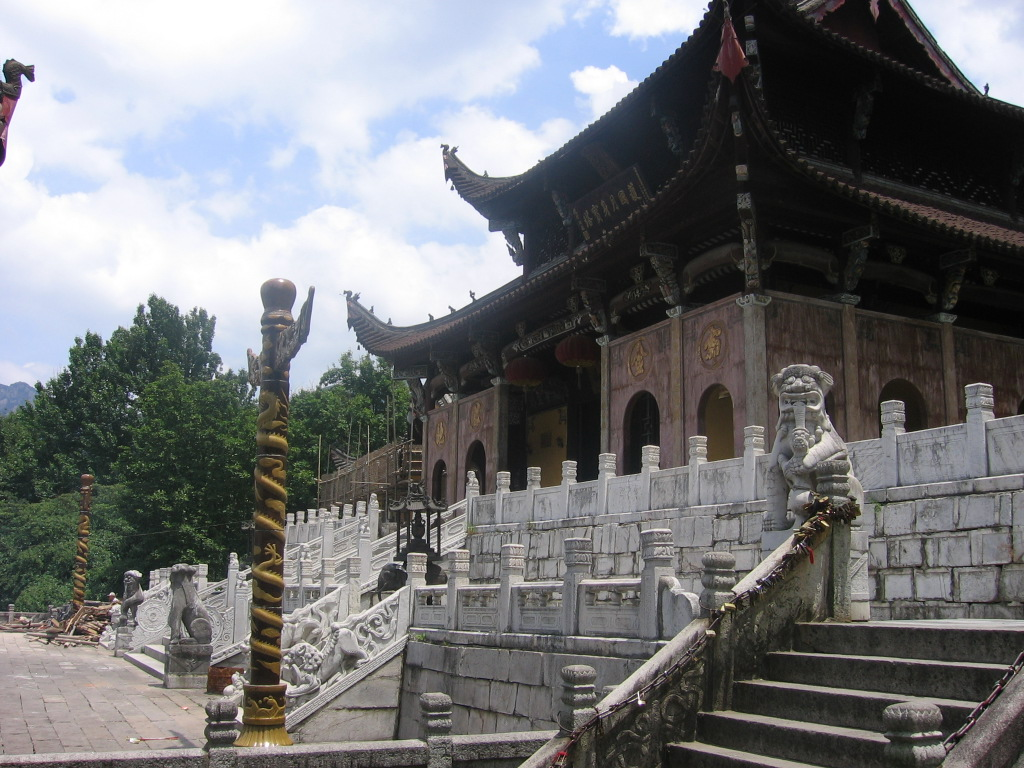
藏有金地藏肉身的九华山肉身宝殿

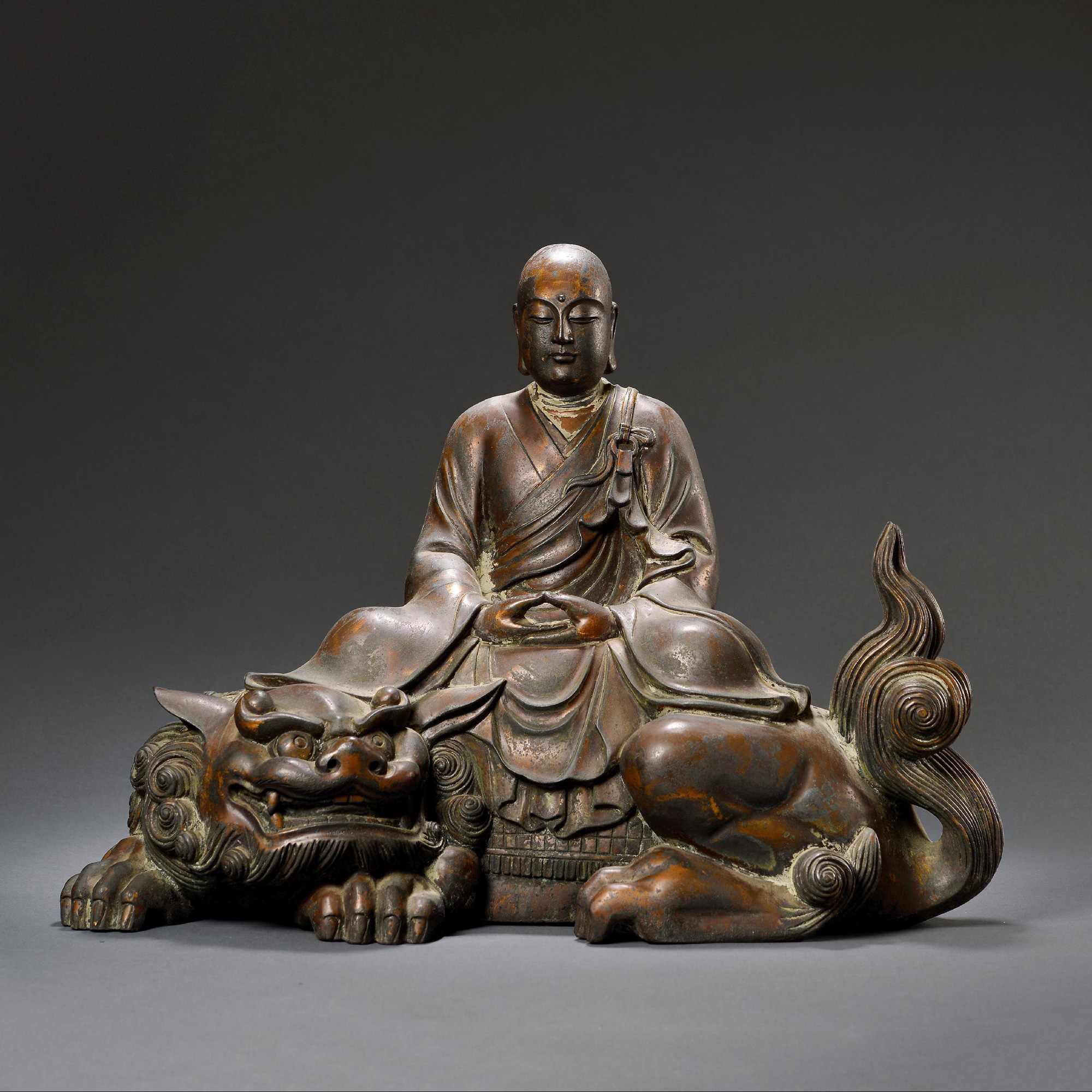
漢地的地藏菩薩造像多以金喬覺的僧人形象為本，同時有諦聽爲坐騎。

金乔觉（696年—794年），法号地藏，故又名金地藏、释地藏，朝鲜半岛人，新罗宗室，曾到唐朝留學，相傳他为求佛教正法携神犬諦聽航海来唐，卓锡九华，苦行七十五载，九十九岁涅槃，肉身得道，保留全身舍利，世人認為其为地藏菩萨化身。
佛教史中往往包含着很多神话因素，因而使得还原真正的历史增加了困难，关于金乔觉的生平也是如此。如金乔觉的降生、示寂后为何被视为地藏菩萨的化身等等，都具有浓厚的宗教色彩。

## 生涯

### 生卒年之辩
关于金乔觉的生卒年有多种说法，民国版《九华山志》就言“唐代至今，时越千年，而传闻有异，记载稍殊”。根据文献资料记载，金乔觉的生卒年有以下几种说法：
1. 据《百丈清规证义记》载：“神僧传云：佛灭度一千五百年，地藏降迹新罗国主家，姓金，号乔觉。永徽四年（653年），年二十四岁祝发……端坐九子山头七十五载，至开元十六年（728年）七月三十夜成道，计九十九岁……菩萨入定二十年，至至德二年（757年）七月三十日，显圣起塔，至今成大道场。”[3]也就是说，金乔觉在佛灭度后一千五百年生，唐高宗永徽四年来华，时年廿四岁，端坐九华七十五载，开元十六年成道，计年九十九岁（630年—728年）。但是关于佛灭的年份，北传佛教根据汉译《善见律毗婆娑》中“出律记”推断为公元前四百八十六年，南传佛教比较公认的说法则是公元前五百四十四年或五百四十三年，无论采取哪种说法，佛灭后一千五百年都与六百三十年不吻合。此外，该记载还有个明显的大漏洞，民国版《九华山志》也指出了该错误：“然谓入定二十年，至至德二年显圣，考唐史有三十年，是其所记有十年之错。”因此这种说法可信度不高。
2. 据宋赞宁《宋高僧传》载：“以贞元十九年（803年）夏，忽召众告别……春秋九十九。”[4]据此推算金乔觉的生年应为七百零五年。
3. 据唐费冠卿《九华山化城寺记》载：“开元末……时有僧地藏……落发，涉海，舍舟而徙……贞元十年夏，忽召徒告别，罔知攸适。”依据该记载，金乔觉于开元末年来华，贞元十年示寂，时年九十九岁（696年—794年）。

除此之外，关于金乔觉的生卒年还有历代所修《九华山志》的不同说法，比如民国版九华志就载“明嘉靖九华志谓大士于建中元年来汉”等等，印光大师也于民国九华志言“后人考古，莫衷一是”。然而印光大师认为：“但费冠卿家住九华，为元和二年进士，去贞元十年只隔十三年，与地藏为同时同地之人，其所记自足为千秋信史，各传之讹，不待辩矣。”且《九华山化城寺记》结尾说：“时元和癸巳岁，予闲居山下，幼所闻见，谨而录之。孟秋十五日记。”因此此说可信度较高，故采纳该记载。

### 生平
关于金乔觉的生平则主要参见唐费冠卿的《九华山化城寺记》。
其中有关金乔觉的记载大致是說：唐玄宗开元末时有一位法号“地藏”的僧人，是唐朝藩属新罗国金氏王族的亲属。他的颈项高起，骨骼清奇，身长七尺，力气比一百个人合起来还要大。地藏曾经说过：「六经是屬於世間的，三清是屬於方術的，只有佛所说的第一义谛，才契合我心。」地藏落髮出家后，从新罗国涉海而来，后来又舍弃舟船，徒步前行。地藏法師一路上披荆斩棘，攀援藤蔓，跨山峰，越沟壑，历尽艰辛，终于在此山南山谷中寻觅到了一块向阳、宽阔平整的土地。在山里居住期间，地藏法師曾经被毒物蛰伤，但他依然端坐禅定。这时，出现了一位美貌妇人，她恭敬地行礼后，向地藏法師奉上了药物，并说道：“小孩子无知，咬伤了您，我愿意化出泉水来弥补他的过失。”地藏法師应声观看坐着的石头，果然在石缝间流淌出潺潺的泉水。这位美貌妇人，大概就是当时人们所说的九子山山神化现的。
地藏法師一直有愿望，想要书写四部佛经，于是就下山来到了南陵，有俞荡等人抄写了四部佛经献给了地藏法師，地藏法師就持此经书回归山林，从此以后再也没有踏入塵世之中半步。
直到至德年间，大概756年左右，诸葛节等人从山脚下攀登山峰，看到山林深广、空无一人，云彩和太阳鲜艳明亮，但是只有一位僧人住在这里，在石室中闭目打坐。在他身旁，已经断了腿的鼎中只有一些白土。白土，俗称观音土，少量吃可充饥，掺了极少量的白米，以烹煮而食。众人看到如此情景，都纷纷地扑倒在地大声哭泣着说道：“和尚的修行如此艰苦，实在是我们这些人的重大过失啊！”于是他们纷纷出资捐钱，买下了当初檀号僧人居住过的旧地，并拼命地请求地藏法師能去长住，地藏法師也就听从接受了。九华山附近的人们听说了这个事情都从四面八方汇集到这里来，一起采伐木材、建筑房屋，禅居焕然一新。
地藏法師一时声名远播，新罗国的人听说了这些事情后，都相互结伴渡海而来。由于弟子们日渐增多，大师担忧粮食不足，于是便命人开掘石头，获取白土。这种土颜色青白，看上去就像面粉一样。夏天，大家吃饭时就掺和点白土；冬天，众人衣着单薄，用很少的火来取暖。寺院里不分长幼，人人火耕种地，采集木柴，自给自足，生活艰苦，因此在南方被称呼为“枯槁众”。大师时年九十九岁的时候，也就是唐德宗贞元十年，794年夏季的某一天，大师忽然召集弟子们告别，得到消息的人无不茫然，一时都不知道该如何是好。那天，只听得山石鸣响，巨石陨落，无情世界都被感动了。在大师即将示现圆寂的时候，有随从侍奉的比丘尼赶来，还没来得及说话，寺院里的扣钟就无声无息地坠落在地上了；等到比丘尼进入室内，屋顶上的椽木也有几处毁坏了，这难道是大师的神通感应吗？大师往生后，在函匣中结跏趺坐。经过三年，弟子们开启匣盖，准备将大师迁入塔中，却发现大师的面容和在世时一样；抬动他的骨节，就好像撼动金锁链一样。正如佛经所说：“菩萨钩锁，百骸鸣矣。”在塔基的地方经常发出像火一样的光芒，因此金乔觉被认为是地藏菩萨的化身。
此外《神僧传》記有当时九华山的山主叫做闵公，平日里心怀善念，经常会供养僧人，但是每次办百僧斋的时候都缺一位，于是请金乔觉以足数。金乔觉说：“我不是来化斋的，我是来化山头的。”闵公问他需要多少地，金便言乞一袈裟所覆之地用以修行足矣，闵公答应了。后来金乔觉向空中一抛袈裟，袈裟覆盖了九华山所有的山头，闵公见其法力无边，遂欢喜布施。后来闵公的儿子也求出家于金座下，法号道明，闵公自己亦远离红尘，从此金乔觉塑像皆以道明、闵公为胁侍。

## 金地藏与九华佛茶
据南宋陈崖的《九华诗集》中的记载九华山的九华佛茶相传由金地藏从西域带来，也有说从新罗而来，号为“金地茶”。

## 金地藏的诗
《全唐诗》录其诗一首《送童子下山》。
|                      | 空门寂寞尔思家，礼别云房下九华。 爱向竹栏骑竹马，懒于金地聚金沙。 添瓶涧底休招月，烹茗瓯中罢弄花。 好去不须频下泪，老僧相伴有烟霞。 |
| ——金乔觉，送童子下山 | |

## 註释
1. ↑  卓：直立；锡：锡杖，僧人外出所用。卓锡即立定锡杖暂不行动，谓僧人居留